# Крушельницкая, Лариса Ивановна
Лариса Ивановна Крушельницкая (5 апреля 1928, Стрый, Польская Республика — 12 ноября 2017, Львов) — советский и украинский археолог, библиотековед, доктор исторических наук (1991), профессор (1999).

## Биография
С 1930 года проживала с родственниками во Львове.
В 1934 году с родителями переехала в Харьков, а после уничтожения семьи Крушельницких вернулась во Львов (1937).
В 1943 году выехала из оккупированного немцами Львова в Вену, затем в Штутгарт, где училась в академии искусств. Потом вынужденно работала на алюминиевом заводе в нацистской Германии.
В 1945 году после возвращения во Львов работала художником-реставратором в Музее украинского искусства и экстернатом завершила среднее образование. С 1947 года — художник-реставратор в Львовском отделе Института археологии, заочно учится на историческом факультете Львовского университета.
С сентября 1947 года работала в Институте общественных наук АН УССР.
В 1974 году защитила кандидатскую диссертацию на тему «Племена Верхнего Поднестровья и Западной Волыни в эпоху раннего железного времени», а в 1991 году — докторскую диссертацию на тему «Северо-восточное Закарпатье в эпоху поздней бронзы и раннего железа».

### Научная деятельность
Лариса Ивановна Крушельницкая — единственная в мире женщина-археолог, которая организовала и успешно провела более 50 археологических экспедиций, итогом которых стали 206 научных исследований, из которых более 170 опубликованы — в частности, 8 монографий. Она открыла и исследовала около 60 памятников прошлого, которые принесли ей признание как в СССР, так и за рубежом.
Научные интересы Л. Крушельницкой охватывают широкий круг проблем археологии бронзового и раннежелезного времени Центральной и Восточной Европы. Широкомасштабные исследования памятников этого периода, впервые проведены на территории Северо-Восточного Прикарпатья и Западной Волыни, обогатили археологическую науку многочисленными новыми источниками. Она впервые провела раскопки в горных районах Карпат, где выделила ряд производственных центров соляного производства, масштаб которого имел в древности большое экономическое значение.
Выдающимся вкладом Л. Крушельницкой является обоснование ею феномена развития земель Прикарпатья и Волыни как контактной зоны и периферийной территории относительно этнокультурных массивов Восточной и Центральной Европы. Концептуально важное научное значение имеют исследования Крушельницкой на территории Среднего Поднестровья и выделения ею Непоротовской группы памятников, которая представляет западные окраины Чернолесской культуры.
Широкий международный резонанс получили также ее воспоминания, публицистика и особенно деятельность на должности директора Львовской научной библиотеки им. В. Стефаника НАН Украины.
В октябре 1991 Лариса Крушельницкая возглавила ЛНБ им. В. Стефаника. Как руководитель она сумела сохранить коллектив в нелегкое время финансовых неурядиц, отсутствия средств для приобретения новой литературы. С того времени на полмиллиона увеличился объем фондов библиотеки, который теперь составляет около 7 миллионов единиц хранения, впервые частично осуществлены ремонтно-реставрационные работы в 4 корпусах. Под ее руководством и при непосредственном участии в библиотеке им. Стефаника развернут активную работу ученых библиотеки над темами, которые связаны с созданием национальной библиографии, исследованиям проблем библиотековедения, книговедения и истории периодики; продолжается научно-библиографическая обработка и раскрытие редких фондов, коллекций и собраний.
В разные годы за развитие исторической науки, за многолетнюю научную, организационную и издательскую деятельность, подвижническое служение Украине была награждена многочисленными почетными грамотами, в частности, Верховной Рады Украины (2003), Президиума НАН Украины (1998, 2002, 2003), Министерства образования и науки Украины, областных и городских советов. 2008 года награждена орденом княгини Ольги III-й степени и Почетной грамотой Кабинета Министров Украины. 2011 года награждена орденом княгини Ольги II степени. 5 апреля 2013 года в день своего 85-летия награждена Почетным знаком Святого Юрия.
Л. Крушельницкая является почетным директором ЛНБ им. В.Стефаника, председателем археологической комиссии Научного товарищества им. Шевченко, членом научного общества «Украинский историк» (США), членом Львовской организации ЮНЕСКО.

### Семья
- Мать — Левицкая, Галина Львовна, пианистка, профессор Музыкального института им. Лысенко (1930—1939), Львовской государственной консерватории (1939—1949); умерла в Львове 1949 p.
- Отец — Крушельницкий, Иван Антонович, поэт, искусствовед, расстрелян органами НКВД в Киеве 1934 года.
- Дед (по отцовской линии) — Антон Крушельницкий, известный писатель, министр образования УНР, расстрелян 1937 года вместе с Лесем Курбасом, Валерианом Пидмогильным и другими деятелями украинского культурного возрождения.
- Дед (по маминой линии) — Лев Левицкий, украинский общественный деятель, судья.
- Дочь — Крушельницкая Татьяна Дориановна, депутат Львовского городского совета.

## Работы
- Северное Прикарпатье и Западная Волынь в эпоху раннего железа. — Киев, 1976. — 146 с.;
- Взаимосвязи населения Прикарпатья и Волыни с племенами Восточной и Центральной Европы. — Киев, 1985. — 162 с.;
- Чернолесская культура Среднего Приднестровья: По материалам непоротовской группы памятников. — Львов, 1998. — 223 c.;
- Львовская научная библиотека им. В. Стефаника НАН Украины: документы, факты, комментарии / Сост. Л.  Крушельницкая.— Львов, 1996. — С.3-99;
- Рубили лес… — Львов, 2001.— С. 3-360;
- Достопримечательности гальштатского периода в междуречье Вислы, Днестра и Припяти. — Киев, 1993. — 322 с. (в соавторстве).
- Zur Frage der Entstehung der Vysocko-Kultur // Die Urnenfelderkulturen Mitteleuropas. — Prag. 1987
- Stand und Aufgaben der Urnenfelderforschung am Ostgang der Karpaten // Beitrage zur Urnenfelderzeit nördlich und südlich der Alpen, — Mainz, 1991
- Die Новый-Kultur auf dem Gebiet der Ukraine // Das Karpaten-Becken osteuropäische und die Steppe. — München-Randen / Westf. 1998
- Могильник высоцкой культуры в г. Золочеве // Археология. — Киев, 1965. — Т. 19;
- Памятники скифского времени на Верхнем Поднестровье // МИА. — Москва, 1971 — Вып. 177,— С. 40-47;
- Новые памятники культуры Гава-Голиграды // Памятники гальштатского периода в междуречье Вислы, Днестра и Припяти. — Киев, 1993.

Работы и статьи Ларисы Крушельницкой онлайн:
- Лариса Крушельницкая. Пустые глаза // Украинская неделя. — 2014. — № 7, 14-20 февраля. — С. 14
- Лариса Крушельницкая. Крым после 1783 года // День. — 2014. — № 97-98, 30-31 мая. — С. 21
- Лариса Крушельницкая. Прошло 80 лет от расстрела «Украинского возрождения»: открытое письмо к руководителям нашего государства // День. — 2014. — № 234—235, 12-13 декабря. — С. 13
- «Лариса Крушельницкая.» Рубили лес…: (Воспоминания галичанки)". — Львов, 2001. — 260 с., 34 сек. ил. (недоступная ссылка)
- «Крушельницкая Л. И.» Зверушки в моей жизни
- «Мой дед был одержим работой для Украины» — Лариса Крушельницкая